# Aequidens hoehnei
Aequidens hoehnei is een straalvinnige vissensoort uit de familie van de cichliden (Cichlidae). De wetenschappelijke naam van de soort is voor het eerst geldig gepubliceerd in 1918 door Miranda Ribeiro.